# أسل متعدد الروؤس
أسل متعدد الروؤس (الاسم العلمي: Juncus polycephalus) نوع نباتي يتبع جنس الأسل وينتمي إلى الفصيلة الأسلية.